# Anne-Claude Demierre

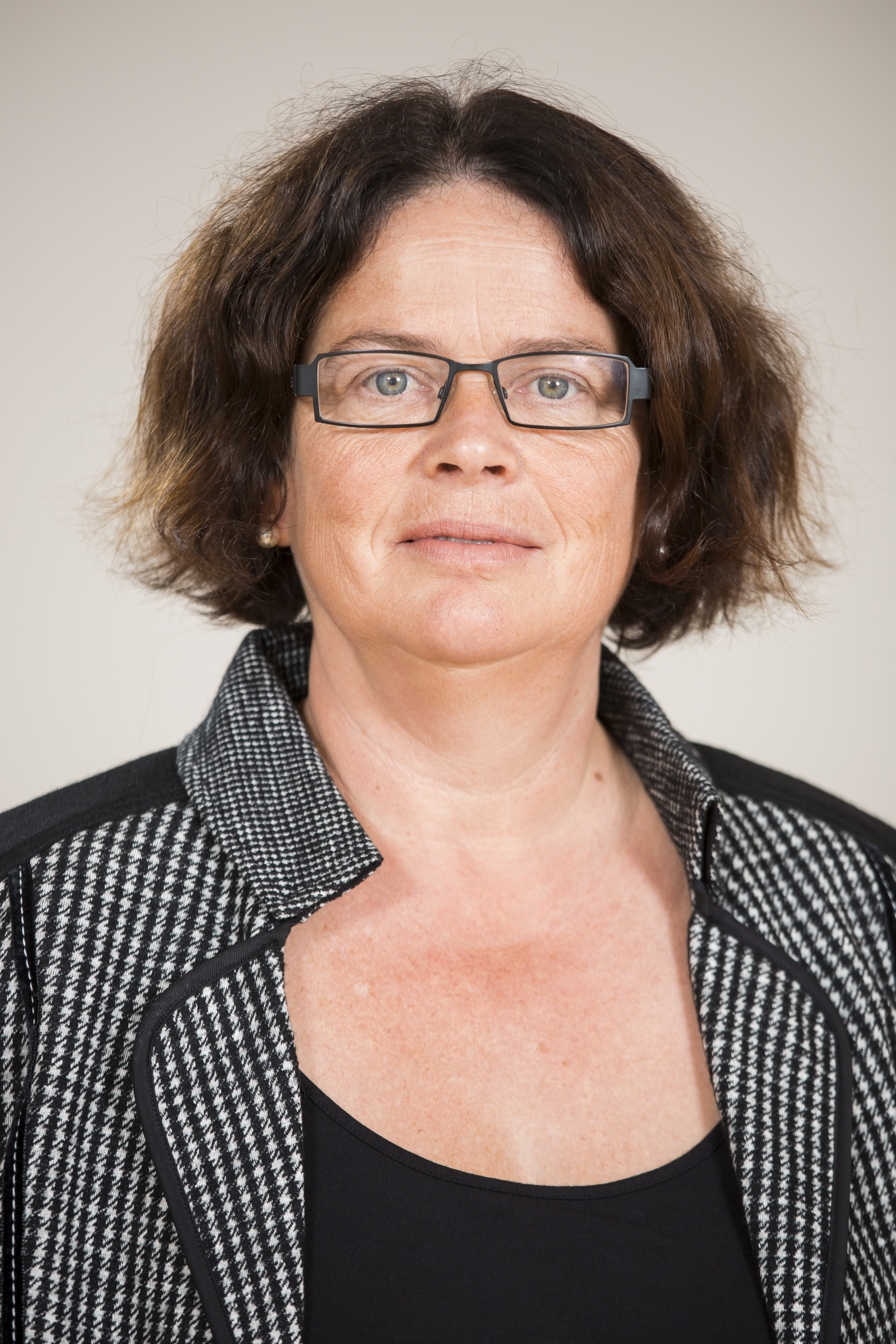
Anne-Claude Demierre, 2012.

Anne-Claude Demierre (* 16. August 1961 in Freiburg, heimatberechtigt in Mézières) ist eine Schweizer Politikerin (SP) und Staatsrätin des Kantons Freiburg.
Demierre ist seit dem Jahr 2007 Staatsrätin von Freiburg und ist dort Direktorin für Gesundheit und Soziales. Zuvor war sie unter anderem Gemeinderätin.
Die Buchhändlerin lebt in La Tour-de-Trême. Sie ist verheiratet und hat drei Kinder.